# Reggaeton
Sous-genres
Cubaton, reggaeton romantico
Genres dérivés
Salsaton, moombahton, merengueton, timbaton, bachaton, cumbiaton, reggaecrunk
Le reggaeton est un genre musical apparu dans les années 1990, qui tire ses origines de la musique des Caraïbes et dont les premiers enregistrements eurent lieu à Porto Rico et au Panama,,,. À Porto Rico, ce reggae en espagnol se caractérise par différentes paroles et divers instruments, et se popularise sous le nom de reggaeton,,. Après son explosion commerciale en 2004, le genre se répand sur les continents sud-américain, nord-américain, européen et asiatique.
Tirant ses éléments sonores du hip-hop, du reggae et du dancehall jamaïcain, le reggaeton n'est pas une version hispanique ou latino-américaine précise de ces genres ; le reggaeton se caractérise par un rythme qui lui est propre, tandis que le hip-hop latino est un genre de hip-hop mis en scène par des rappeurs de descendances latino-américaines. Le riddim du reggaeton prend sa source dans le dembow, (du titre d'une chanson de Shabba Ranks).

## Étymologie
Le mot reggaeton est un mot-valise, issu du mélange entre reggae et le superlatif espagnol tón (maratón : concours de rap typique). L'addition de ce suffixe sous-entend que le reggaeton est un « très bon type de reggae. » Le terme est utilisé pour la première fois par le producteur panaméen Michael Ellis à la fin des années 1980,.

## Histoire

### Débuts
Les premiers enregistrements de reggae en Amérique latine ont été réalisés au Panama, au milieu des années 1970. Un grand nombre d'immigrés jamaïcains étaient arrivés pendant la construction du canal de Panama et ils apportent avec eux la musique reggae à la population locale. Ceci semble toutefois invraisemblable, le canal de Panama ayant été terminé en 1914, bien avant l'apparition du reggae, et plus particulièrement du ragga, en Jamaïque. En 1990, le rappeur Vico C de Porto Rico produit le premier disque de rap en langue espagnole. En 1993, le reggaeton prend sa source dans le dembow (du titre d'une chanson de Shabba Ranks), invention expérimentée sur des remix spanish-reggae par El Chombo (Rodney S. Clark de son vrai nom), disc jockey et producteur désormais légendaire en Amérique du Sud. Le merenhouse a aussi influencé musicalement le reggaeton.
El Chombo produit un des premiers succès internationaux du reggaeton : Papi Chulo (te traigo el mmm), par Lorna du Panama, tube de l'été 2003. Dans les années 1990, les portoricains écoutaient du ragga en américain, puis ils réinterprétaient en espagnol les chansons sur les mêmes musiques. Puis ils ont créé leurs propres riddims, avec une plus grande influence du hip hop que du ragga. Au début, DJ Playero est un des producteurs de cassettes underground les plus célèbres. Don Chezina, TAKE-5, Speedy, Yandel, et Daddy Yankee, font partie des pionniers. Le reggaeton est né au Panama.

### Popularité

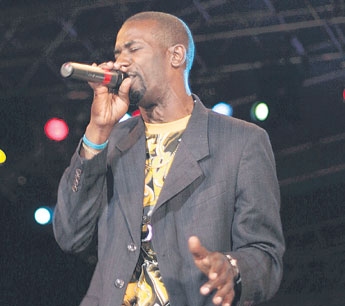
Nando Boom.

Le reggaeton est très populaire à Porto Rico, à Panama, en République dominicaine, à Cuba et aux États-Unis, en Floride, New York, Boston, Chicago, et d'autres villes où la population de latinos est importante et où il y a de grandes scènes, et des clubs. Le reggaeton a déjà accompli quelque chose que d'autres formes musicales latino - son, mambo, salsa, merengue, bachata - jamais tout à fait atteint : non seulement la musique enflamme l'imagination des jeunes latinos et latinas, mais il trouve faveur sans précédent dans la culture américaine dominante. La popularité du reggaeton explose alors que, paradoxalement, peu de gens supportaient il y a une décennie le genre alors relativement marginal des rappeurs. Cette perception change radicalement. Des chaînes de télévision et de radio programment en continu du reggaeton. Il n'est pas rare aujourd'hui de rencontrer dans les méga-concerts une certaine élite sociale de yuppies ou de quadragénaires.
En 2004, N.O.R.E. donne une perspective internationale au reggaeton, avec sa chanson Oye mi canto, première chanson du genre à être diffusée sur MTV. Ce succès international va permettre à de nombreux autres chanteurs de se faire connaître dans l'ensemble de la communauté latino. Daddy Yankee et Don Omar sont les deux chanteurs qui se démarquent tant par leur talent que par le succès que va connaître leurs albums respectifs. Depuis le début des années 2000, la popularité du reggaeton ne cesse de croître, surtout dans les pays où on retrouve une communauté hispanique, comme en Espagne, grande consommatrice de reggaeton. La chanson Papi Chulo… (te Traigo el mmmm) enregistré par l'artiste panaméenne Lorna en 2003. Diffusé sous forme de son premier single en 2003 l'été, la chanson a réalisé un énorme succès dans de nombreux pays, de devenir un des cinq meilleurs succès en France, l'Espagne, les Pays-Bas, la Belgique et l'Italie. En France, le single se classe dans le Top 50 en juillet, 2003. Il grimpe rapidement dans le hit-parade et atteint les dix premières places trois semaines plus tard. Il baisse ensuite dans le hit-parade mais il réussit un total de 14 semaines au cours des dix premiers et 20 semaines. Le single est actuellement le 937e single le plus vendu de tous les temps[réf. nécessaire].
Des tentatives de reggaeton chanté en français sont apparues en 2005 : Le Centre du monde par Ze Pequeno est un titre plus ragga qu'autre chose mais qui tente néanmoins de s'apparenter à ce que l'on pourrait appeler du reggaeton outre-atlantique. Puis le duo Papa AP/Linda en espagnol et en français : Entre tu y yo. Ce titre, complètement dénaturé, utilise un son et des paroles calibrées adaptés pour un public français assez frileux et moins averti des nouvelles rythmiques de reggaeton. Nombreuses ont été les tentatives de faire du « reggaeton à la française » mais beaucoup échouent[réf. nécessaire]. En 2007, Les Déesses chantent Danse avec moi sur une rythmique reggaeton. La langue et la culture sont certainement les principales raisons de ces échecs. Toutefois, de nouveaux artistes émergent au niveau européen, tels que Rafael Battistuzzi, K-sike (Yo soy tuyo), Vanny Jordan, Victor Rosa, avec l'aide de DJ spécialisés tel que DJ Iron Sparks et DJ Red Killer.
Des artistes de genres différents ont également chanté sur des musiques avec des arrangements à la sauce « reggaeton », pour se profiler dans la nouvelle vague, comme Celia Cruz avec La Negra tiene tumba'o, Mey Vidal et El Medico (Cuba) avec Better than That, Shakira et Alejandro Sanz avec La tortura, avec Drop it on Me, duo avec Daddy Yankee, Cypress Hill avec Latin Thugs (Reggaeton Mix), R. Kelly avec Wisin y Yandel pour Burn it Up. Sans oublier Ángel López (ex chanteur de Son by Four), Mario Méndez, Angel y Khriz, David Bisbal, Miguel Saez, et Sergio Contreras. Ce qui apparaît évident est que le reggaeton n'est pas une simple nouveauté musicale, mais le langage de toute une manifestation culturelle qui se propage.
À la suite du succès du duo entre le chanteur de salsa Jerry Rivera et le reguetonero Voltio, Mi libertad (une reprise de Frankie Ruiz), la fusion de ces deux genres va devenir un genre nouveau de plus en plus répandu, le salsaton. En 2005, les Billboard Latin Awards créent une nouvelle catégorie « album reggaeton de l'année. » Le crunk et le reggaeton fusionnent pour donner naissance au reggaecrunk, un genre qui reste très peu répandu pour l'instant. Chevere de Voltio featuring Notch est un exemple de ce genre.
Depuis des titres de reggaeton sont arrivés en tête des charts, tels que, en 2015 El Perdón (chanson du chanteur américain Nicky Jam, qui l'a reprise dans un deuxième temps en duo avec le chanteur espagnol Enrique Iglesias), puis Despacito de Luis Fonsi en 2017. De 2015 à 2020, plusieurs titres ont eu beaucoup de succès dont : Enrique Iglesias – Súbeme la radio (avec Descemer Bueno), Chantaje de Shakira et Perro Fiel (avec Nicky Jam), El Perdedor de Maluma, Reggaeton Lento (Bailemos) de CNCO, El Amante de Nicky Jam, et Con Calma de Daddy Yankee.

## Caractéristiques

### Musique
Sur le plan de la production des sons et rythmes, on constate que l’accès à de nouveaux logiciels de musique ou de création de rythmes toujours plus perfectionnés (samplers et séquenceurs) offre des améliorations techniques aux producteurs et aux DJ de reggaeton, davantage encore que pour le rap et le hip-hop. Ces derniers en profitent pour distiller de nouveaux sons et rythmes, plus endiablés les uns que les autres, sur le tempo des différentes richesses musicales des latino-américains. Une autre caractéristique du reggaeton sont les voix stridentes et parfois distordues, qui ajoutent un écho gracile et doux, renforçant l'effet de puissance des mots. Le reggaeton se reconnaît par son rythme typique « à contretemps »[réf. nécessaire].
En fin de compte, le reggaeton est un mélange de sons différents venant de pays différents. En effet, on constate que certains chanteurs comme Daddy Yankee sont plus inspirés par le rap US tandis que d'autres utilisent des musicalités traditionnelles des Caraïbes. Mais toutes les chansons de reggaeton ont un but commun : faire danser. C'est pourquoi on[Qui ?] retrouve dans le rap : le beat. C'est une constante dans ces chansons et c'est ce qui leur donne un rythme dansant[réf. nécessaire].

### Thèmes des paroles
La structure des paroles du reggaeton ressemble globalement au hip-hop. Comme celui-ci, la plupart des artistes reggaeton récitent leurs textes de rap plutôt que de chanter mélodieusement. Contrairement à la musique hip-hop, cependant une partie importante des artistes de reggaeton sont également chanteurs, pouvant mélanger rap et chant. Ils peuvent également avoir une image «street». Les paroles traitent comme pour la plupart des musiques populaires de la classe ouvrière, sont souvent liés à la réalité de la rue, les mécontents, les situations injustes, l'amour, le sexe, la corruption politique et la passion, les drogues, ainsi que le racisme dans les villes[réf. nécessaire].
Le reggaeton a commencé comme un genre composé en majorité d'artistes masculins, puis s'est développé petit à petit avec la montée des femmes dans ce milieu. (telles que :Ivy Queen, Mey Vidal, Adassa, La Sista and Glory.)
Habituellement, les CD de reggaeton ne sont pas étiquetés « explicite » comme de nombreux CD de hip-hop. Une exception est que le Barrio fino en directo (Barrio Fino en concert) de Daddy Yankee est marqué explicite pour un contenu répréhensible dans les concerts en direct (et pour la langue explicite par Snoop Dogg dans la chanson Gangsta Zone), même si la version studio régulière de Barrio Fino n'a pas été marqué explicite.

### Mode de vie chrétien
Le rappeur Luis Joan est un exemple particulier. Il offre un reggaeton qui envoie des messages chrétiens adressés notamment à la jeunesse de Porto Rico. L’album Me presento est le nom de cette production discographique de Luis Joan, qui se définit d'abord comme un interprète chrétien. Il y a aussi Los Coritos Reggaeton, qui sont plusieurs artistes de reggaeton chrétien. Le rappeur Vico C, un des pionniers du reggaeton, s'est lui-même converti au christianisme au cours de sa carrière[réf. nécessaire].

### Code vestimentaire
Le reggaeton est une sous-culture du rap. En matière vestimentaire et d'accessoires, les reguetoneros adoptent presque les mêmes goûts que les rappeurs, s'habillant de vêtements sportifs de certains modèles derniers cris de Sean John, Rocawear, ou encore Ecko, Fubu… avec un certain attirail bling-bling (chaînes, piercings, gourmettes, lunettes de soleil, casquettes violettes, bagues de toutes sortes, etc). Certains ont même lancé leur propre marque, comme Daddy Yankee avec la marque DY, qui produit notamment sneakers et t-shirts très représentatifs de ce style vestimentaire[réf. nécessaire].

## Scènes internationales

### États-Unis
N.O.R.E., rappeur américain, produit en 2004 le tube de Nina Sky Oye Mi Canto, avec en featuring deux artistes reggaeton de premier plan : Tego Calderón et Daddy Yankee. Le reggaeton gagne alors rapidement en popularité aux États-Unis. Peu de temps après, Daddy Yankee attire l'attention de nombreux grands noms du hip-hop avec sa chanson Gasolina, propulsant le style à travers le pays. Toujours en 2004, XM Radio lance une chaîne appelée Fuego (XM), qui joue exclusivement de la musique reggaeton.

### Europe
Le reggaeton n'est pas aussi populaire en Europe qu'en Amérique latine sauf au Portugal, en Espagne, ou encore en Italie[source insuffisante]. Au Portugal, les premiers succès du reggaeton apparaissent avec le groupe La Harissa, ou encore avec Lucenzo et Don Omar. En Espagne, le reggaeton apparaît avec le célèbre Papi chulo et d'autres succès de l'été. En France, le reggaeton est popularisé par l'artiste Rafael Battistuzzi qui écrit majoritairement en français[réf. nécessaire]. Plus tard, des artistes de reggaeton venant de Porto Rico et du Panama visitent l'Europe pour donner des concerts de reggaeton. En Europe, la musique commence à se propager petit à petit[Quand ?] et les artistes de reggaeton commencent à se faire connaitre grâce aux médias. Don Omar se fait connaitre avec sa chanson Dile, mais le reggaeton en est toujours à ses débuts en Europe[réf. nécessaire].

### Cuba
L’origine du reggaeton cubain (ou cubaton) est marquée par différents groupes, à partir de 1999 à Cuba. Le style est repris de l’Amérique latine, notamment de Porto Rico. Les premiers groupes à se faire connaître grâce à ce style de musique sont SBS et Cubanito 20.02. Le reggaeton se popularise alors significativement auprès des adolescents cubains, puisqu’il présente un style nouveau et particulier de rap avec des influences portoricaines et un mélange de musique cubaine. Plus tard, d’autres groupes se forment et deviennent célèbres dans le pays entier, comme Candyman, qui réussit à atteindre le Top 10 avec son style très original[réf. nécessaire]. La musique de Candyman se caractérise par une influence jamaïcaine, puisqu’il vit dans la région orientale de Cuba (Santiago de Cuba). Après 2000, divers groupes réussissent, comme notamment El Medico, Tecno Caribe, Triangulo Oscuro, Máxima Alerta, Pendilla X, Chapa C, Baby Lores & El Insurrecto, Gente de Zona, Eddy-K, Los 4, et Elvis Manuel (qui disparaitra en tentant une traversée pour rejoindre la Floride). Ces groupes mélangent le reggaeton avec de la musique de leurs racines cubaines et il en résulte le reggaeton typiquement cubain[réf. nécessaire].

### Japon
Trois jeunes péruviens d'origine nippone se lancent dans ce genre musical au Japon, avec un disque chanté en japoñol, une fusion idiomatique entre le japonais et l'espagnol, pour garder l'identité latine nécessaire au rythme et aux paroles. Ce groupe s'appelle Los Kalibres et leur premier titre s'intitule Dekasegi, qui signifie immigrant en japonais.

## Controverses
Le reggaeton est, pour beaucoup de rappeurs latino-américains, « un rythme bêtifiant visant à faire bouger les hanches et non le cerveau[réf. nécessaire]. » D'où le fait qu'il n'est pas considéré par tous comme faisant partie du hip-hop, ni d'ailleurs comme un genre musical. Sa pauvreté linguistique, son rythme unique et récurrent, son machisme, le style vestimentaire excentrique des reggaetonneurs, sa danse mimant explicitement l'acte sexuel en font en effet un sujet des critiques des jeunes hoppeurs latino-américains, qui le considèrent comme un parasite, même si l'unique but de cette musique reste l'amusement.
Au Pérou, un clip de propagande électorale pour 2006 est diffusé sur les chaînes de télévision locales : un spot animé montrant des personnages en forme d'étoiles avec le symbole de l'APRA, dansant sur une chanson de reggaeton (composée, selon l'auteur, en moins de vingt minutes) à la gloire du candidat du parti, l'ancien président du Pérou (1985-1990), Alan García. De plus, un reggaeton est aussi créé afin d'inciter les hispano-américains à soutenir Barack Obama durant les élections présidentielles américaines de 2008.

## Reggaeton alternatif
Le reggaeton alternatif est un sous-genre du reggaeton ayant émergé du mouvement reggaeton en réaction au rythme répétitif et monotone dembow.
Le premier album de ce qui est considéré comme du reggaeton alternatif perce en 2005 avec le premier album éponyme du duo portoricain Calle 13. La chanson Atrévete-te-te, tirée de l'album, connait un grand succès dans le classement Billboard Hot Latin Songs, atteignant la 15e place, permettant ainsi au genre de gagner en visibilité dans les médias. Les antécédents du duo portoricain ont fourni une nouvelle source pour le sous-genre. Le producteur et multi-instrumentiste Visitante reçoit une éducation musicale formelle, et fait finalement partie d'un groupe de rock en espagnol et de batucada brésilienne appelé Bayanga, qui fournit un point de vue diamétral par rapport au son traditionnel de synthétiseur dancehall inspiré du caserío de la plupart des albums. Le parolier Residente, qui a obtenu une maîtrise en beaux-arts au Savannah College of Art and Design, contribue avec son lyrisme et son sarcasme délibéré. Les deuxième et troisième albums du groupe ont encore élargi ce domaine en créant un produit mature qui propose des discussions sexuelles et des questionnements éthiques. C'est pour cette raison que le groupe obtient un succès critique en remportant de nombreuses récompenses, dont cinq Grammys.